# Ferryville (Wisconsin)
Ferryville es una villa ubicada en el condado de Crawford en el estado estadounidense de Wisconsin. En el Censo de 2010 tenía una población de 176 habitantes y una densidad poblacional de 34,22 personas por km².

## Geografía
Ferryville se encuentra ubicada en las coordenadas 43°21′12″N 91°5′44″O / 43.35333, -91.09556. Según la Oficina del Censo de los Estados Unidos, Ferryville tiene una superficie total de 5.14 km², de la cual 5.09 km² corresponden a tierra firme y (0.96%) 0.05 km² es agua.

## Demografía
Según el censo de 2010, había 176 personas residiendo en Ferryville. La densidad de población era de 34,22 hab./km². De los 176 habitantes, Ferryville estaba compuesto por el 98.3% blancos, el 0% eran afroamericanos, el 0% eran amerindios, el 0% eran asiáticos, el 0% eran isleños del Pacífico, el 0.57% eran de otras razas y el 1.14% pertenecían a dos o más razas. Del total de la población el 2.27% eran hispanos o latinos de cualquier raza.